# Kim Anthoni
Kim Anthoni (* 1976) je bývalá belgická reprezentantka ve sportovním lezení. Na Mistrovství Evropy získala bronzovou medaili v lezení na rychlost.

## Výkony a ocenění
- 1996: bronz na mistrovství Evropy

### Závodní výsledky
| Mistrovství světa | Mistrovství světa | Mistrovství světa | Mistrovství světa |
| Rok               | 1995              | 1997              | 1999              |
| ----------------- | ----------------- | ----------------- | ----------------- |
| Obtížnost         | 31-33             | 24                | 38                |
| Rychlost          | —                 | 5-8               | 9-16              |

| Světový pohár | Světový pohár | Světový pohár | Světový pohár | Světový pohár   |
| Rok           | 1996          | 1997          | 1998          | 1999            |
| ------------- | ------------- | ------------- | ------------- | --------------- |
| Obtížnost     | 30-31         | 47-51         | 0             | 36              |
| jednotlivě*   | ,-,20,-,      | ,27,-,-,-,-,  | ,-,           | ,-,18-19,-,-,   |
|               |               |               |               |                 |
| Rychlost      | —             | —             | —             | 0               |
| jednotlivě*   | —             | —             | —             | ,-,             |
|               |               |               |               |                 |
| Bouldering    | —             | —             | —             | 22              |
| jednotlivě*   | —             | —             | —             | ,14,-,-17,15,-, |
|               |               |               |               |                 |
| Kombinace     | —             | —             | —             | 25              |

- poznámka: nalevo jsou poslední závody v roce

| Mistrovství Evropy | Mistrovství Evropy | Mistrovství Evropy |
| Rok                | 1996               | 1998               |
| ------------------ | ------------------ | ------------------ |
| Obtížnost          | 28                 | 32-33              |
| Rychlost           | 3                  | 9                  |